# Межрегиональный клинико-диагностический центр
Межрегиональный клинико-диагностический центр (МКДЦ)  — крупный медицинский центр в Казани, оказывающий комплексную специализированную, в том числе высокотехнологическую помощь больным с заболеваниями сосудов и сердца. В структуре учреждения функционируют: поликлиника, диагностическая служба, стационар с терапевтическим и хирургическим корпусами, головной сосудистый центр.

## История
25 февраля 1969 года исполнительным комитетом городского совета было принято постановление № 176 «Об отводе земельного участка управлению капитального строительства для строительства больницы на 600 коек». Первоначальный проект создан на основе типового проекта 1960-х годов «2с-05-34».
В 11 июля 1979 года Совет Министров Татарской АССР выпустил распоряжение № 558-р, в котором утвердил задание на проектирование многопрофильной городской больницы на 600 коек в жилом районе Горки города Казани. Постановление было подписано председателем исполкома Александром Ивановичем Бондаренко. 
Годы СССР не позволяли выйти за пределы установленных цифр и норм проектирования из-за жестких ограничений, полной централизации ресурсов и плановой экономики.
В 1973 году экспертиза Госстроя РСФСР отклонила проект ввиду превышения планируемой стоимости. Для сохранения проекта из него исключили поликлинику. В дальнейшем её построили за счёт городского бюджета. Ныне - это поликлиника № 18, обслуживающая население нового района с октября 1979 года.
26 декабря 1979 года распоряжением Совета Министров РСФСР № 2066-р был утвержден технический проект на строительство больницы – типовой проект многопрофильной больницы, выполненный в начале 60-х годов институтом ГипроНИИздрав. В клинике предусматривался стандартный набор отделений – терапевтическое, неврологическое, хирургическое, травматологическое, урологическое, ЛОР и т.д. Много площадей выделялось для физиотерапии как одного из очень популярных в то время видов лечения. Например, в составе физиотерапевтического отделения предусматривались 22 ванных зала.
14 мая 1986 года вышло решение исполкома Казанского городского Совета народных депутатов № 563 об отводе земельного участка для строительства больницы (его подписал председатель исполкома Рево Рамазанович Идиатуллин).
В апреле 1987 года началось возведение 600-коечной больницы с поликлиникой на 960 посещений в смену по улице Карбышева. Строили заключенные, поэтому стройплощадку обнесли тройным забором и колючей проволокой. Жизнь вокруг будущей больницы закипела. Определили плановый срок ввода больницы в строй – конец 1991 года.
В сентябре 1990 года главным врачом строящейся больницы был назначен Р.И. Туишев, сыгравший в дальнейшем весьма значительную роль в ее судьбе. Обстоятельства складывались так, что первоначальный проект должен был двенадцатиэтажное здание, но из-за у пожарных не было лестницы для тушения такого высокого здания, поэтому три этажа сняли, к ним добавили еще один и поставили четырехэтажное здание отдельным корпусом рядом с главным. Дело в том, что в условиях бурно развивающихся высоких медицинских технологий вводить в строй очередную многопрофильную больницу было нецелесообразно. Предложения по новой концепции больницы поддержал министр здравоохранения Республики Татарстан Камиль Шагарович Зыятдинов, назначенный на эту должность в июле 1994 года. Была достигнута договоренность о перепрофилировании больницы общего профиля в стационар для преимущественного лечения больных с заболеваниями системы кровообращения.
9 января 1997 года опубликовано распоряжение Правительства Российской Федерации № 1922 от 28 декабря 1996 года о привлечении кредита Эксимбанка США на сумму 32 млн долларов для Межрегионального клинико-диагностического центра. Это был первый и единственный в России кредит, выданный отдельному учреждению. Но это оказалось только началом, причем не самым сложным. С января 1997 года началась интенсивная работа по подготовке контракта, его согласованию и оформлению. Кредит Эксимбанка США имел достаточно жесткие ограничения: американское правительство, предоставляя льготные кредиты, обеспечивало своего производителя работой.
Для оформления кредита необходимо было привлечь компанию, способную работать с банками России и США. В Татарстане при Кабинете Министров существовало Агентство по развитию международного сотрудничества, возглавляемое Хафизом Миргазямовичем Салиховым. Постановлением Кабинета Министров Республики Татарстан от 23.01.1997 ему было поручено выступить импортером поставляемого в счет кредита медицинского оборудования. В эти годы те, кто участвовал в реализации проекта, теряли представление о времени. Не было выходных праздников, дня, ночи, так как разница между московским временем и временем в Нью-Йорке составляла 10 часов. Первую часть суток вели переговоры и делали российскую часть работы, а вторую половину суток общались с американскими партнерами и готовили документы для согласования с ними.
Подготовленный проект контракта требовалось согласовать в России. Среди инстанций, где осуществлялось согласование, были Министерство здравоохранения, Министерство экономики, Министерство внешних экономических связей, Министерство обороны, Министерство оборонной промышленности, Министерство медицинской промышленности, Министерство атомной промышленности, Российское авиационно-космическое агентство и НИИ конъюнктурных исследований. По каждому из 177 пунктов контракта требовались не только дать объяснения, но и представить не менее трех предложений от других фирм с технико-экономическими обоснованиями.
Вечером 6 июня 1997 года, после нескольких часов бурного обсуждения в кабинете у Х.М. Салихова, в присутствии министра здравоохранения К.Ш. Зыятдинова подписали контракт между Агентством по развитию международного сотрудничества при Министерстве внешних экономических связей Республики Татарстан и американской фирмой Hard Manufacturing Co., Inc. 8 августа 1997 года сдали документы в Эксимбанк США, и 20 ноября 1997 года контракт утвердили на совете директоров Эксимбанка США в Вашингтоне. Таким образом, началась практическая реализация контракта с предельным сроком отгрузки оборудования 1 апреля 1999 года. Полномочия по реализации контракта были переданы фирме V&S Corporation во главе с президентом Виктором Алексеевичем Баланевским.
В начале 1998 года Председателем Правительства России назначили Сергея Владиленовича Кириенко. Одним из основных пунктов своей программы он провозгласил отказ от внешних заимствований. Таким образом, все контракты, заключенные Внешэкономбанком России от имени Правительства России, были приостановлены.
С декабря 2025 года заявлено о проведении капитального ремонта МКДЦ,  в том числе блоков «А», «Б», «В», «Г», «И» и «К», обновлении медицинского оборудования, мебели, инвентаря и лифтов. Запланировано благоустройство прилегающей территории. Заявленная стоимость работ составляет около 500 миллионов рублей